# ريكي لويس آندرسون
ريكي لويس آندرسون (بالدنماركية: Rikke Louise Andersson)‏ (و. 1972  م) هي ممثلة من مملكة الدنمارك، ولدت في كوبنهاغن.

## جوائز
حصلت على جوائز منها:
Bodil Award for Best Actress in a Supporting Role ‏، عن عمل: Nightwatch (1994 film) ‏ في 1995

## وصلات خارجية
- ريكي لويس آندرسون في قاعدة بيانات الأفلام على الإنترنت
- ريكي لويس آندرسون  على موقع أول موفي